# Crostwitz
Crostwitz (en sorabo Chrósćicy) es un municipio situado en el distrito de Bautzen, en el estado federado de Sajonia (Alemania), a una altitud de 170 metros. Su población a finales de 2016 era de unos 1000 habs. y su densidad poblacional, 76 hab/km².